# Ivan Vekić
Ivan Vekić (Poljica Kozička kod Vrgorca, 18. listopada 1938. – Osijek, 17. prosinca 2014.) bio je hrvatski političar, pravnik, književnik i jedan od osnivača HDZ-a 1989. Osim političkim djelovanjem bavio se i književnošću.

## Životopis
Rođen je 18. listopada 1938. u Poljicama Kozičkim (između Vrgorca i Imotskog), zaselak Vekići.
Godine 1941. došao je s obitelji u Podravinu, seoce Zrinj.
Preživio je Bleiburške repatrijacije, tijekom kojih je zbog tegoba umrla njegova najmlađa sestra, dvogodišnja Smiljana. Nakon dolaska nove vlasti s obitelji koloniziran je u selo Kravice, u kuću protjeranoga Nijemca, gdje je sa starijim bratom Nedjeljkom završio osnovnu školu, a potom i Gimnaziju „Ivo Lola Ribar” s izvrsnim uspjehom. Budući da su oba brata bili podareni stipendijama, nastavili su školovanje na Sveučilištu u Zagrebu. Nedjeljko je Vekić završio agronomiju i nastavio svoj rad na Poljoprivrednom institutu u Osijeku (gdje dostiže zvanje doktora znanosti), a Ivan je završio Pravni fakultet i odlučio se za odvjetništvo.
Jedan je od utemeljitelja Hrvatske demokratske zajednice.
Kao kandidat s izborne liste HDZ-a, u razdoblju od 1990. do 1992. obnašao je dužnost zastupnika u Saboru. 
Od 31. srpnja 1991. do 15. travnja 1992. bio je drugi ministar unutarnjih poslova Republike Hrvatske; prethodnik mu je bio Josip Boljkovac, a nasljednik Ivan Jarnjak.
Nakon prestanka profesionalne političke karijere, nastavio je raditi kao odvjetnik.
Poslije Domovinskoga rata podigao je kaznenu prijavu Državnom odvjetništvu Republike Hrvatske (DORH) protiv generala armije Veljka Kadijevića zbog ratnih zločina nad Hrvatima i Bošnjacima u Hrvatskoj, tijekom njegova mandata glavnoga zapovjednika u Jugoslavenskoj narodnoj armij (JNA). Tijekom osam godina nastupila ja zastara, a na dio kaznene prijave o genocidu nikad nije odgovoreno, niti je prijava odbačena.
Na 23. obljetnici osnivanja HDZ-a, 18. lipnja 2012. osvrnuo se na vlast Kukuriku koalicije izjavivši: „Hrvatska je zaslužila pravičnu i poštenu vlast, a ova današnja to nije.”
U kontekstu ozbiljnog neslaganja s vodstom HDZ-a kojemu je na čelu bio Ivo Sanader imao je priliku, svjedoči osobno Vekić, 2004. godine u novinama pročitati da više nije član te stranke u čijem je osnivanju sudjelovao 1989. godine: pisanu odluku o isključenju iz stranke, navodi, nije od HDZ-a nikada dobio.
Jedan je od osnivača (2010.) i predsjednika stranke Hrvatska straža.
Umro je 17. prosinca 2014. u Osijeku, u bolnici, u svojoj 76. godini života. Sprovod je održan 19. prosinca 2014. na groblju u prigradskom naselju Višnjevcu. Pogrebu su nazočili predstavnici braniteljskih udruga, HDZ-a i mnogobrojni građani. Osim najviših državnih dužnosnika, pogreb su ignorirali i mnogi hrvatski mediji. U jeku prosvjeda hrvatskih branitelja u Savskoj 66 u Zagrebu, Josip Klemm je izjavio: „Posebno sam žalostan jer se i na današnji dan pokopa Ivana Vekića pokazalo da se ne poštuju hrvatski domoljubi koji su sudjelovali u stvaranju Hrvatske jer nitko iz Vlade nije bio na sprovodu ratnog ministra unutarnjih poslova.”
Nakon objave o Vekićevoj smrti na YouTubeu objavljen je videozapis In Memoriam – Ivan Vekić, 1938. – 2014., koji sadrži Vekićev javni govor s osnivanja Hrvatske demokratske zajednice u Velikom Rastovcu 2. veljače 1991. iz arhive Marinianis TV.

## Književni rad
Godine 2000. otišao je u mirovinu, a od 2004. sve se ozbiljnije bavi književnošću; njegov roman Polje puno krizantema iz 2012. bio je te godine 4. najčitaniji roman u Hrvatskoj.
U godini smrti, objavio je roman Peta zapovijed: Roman o Domovinskom ratu. Roman je posvećen „zaboravljenim suborcima”, a predgovor je pisao Ivan Tolj. Roman je promoviran u Šibeniku 22. rujna 2014. u sklopu obilježavanja 23-godišnjice Rujanskoga rata, a promocija se održala u multimedijalnoj dvorani Gradske knjižnice Juraj Šižgorić. Druga promocija romana Peta zapovijed održala se u Vrgorcu, 26. rujna 2014., a na promociji je bio velik broj ljudi jer je to bio Vekićev rodni kraj. Na promociji je izjavio: „Školovani ljudi su najveće kukavice u Hrvatskoj, osim liječnika koji su bili u postrojbama i dali doprinos u Domovinskom ratu”, kritizirajući dio hrvatske inteligencije koja prigovara da nije uzela puške u ruke kada je trebalo braniti zemlju. Treća promocija romana, održana je 17. studenoga 2014. u Osijeku u Domu HV-a. Promociju knjige organiziralo je Osječka podružnica Hrvatskog društva logoraša srpskih koncentracijskih logora. Bilo je to posljednje obraćanje Vekića hrvatskoj javnosti.
O svom književnom radu izjavio: „O čemu god da pišem i govorim, oslanjam se samo na svoju istinu, jer pišem i govorim samo o istinitim događajima i pravim ljudima. Ništa u mojim knjigama nije piščeva fikcija ili izmišljen lik.”

## Osobni život
Ivan Vekić bio je oženjen Ružom Vekić, r. Uršanić. Imao je sina Vjekoslava Vekića (1964. – 1990.), koji je preminuo u prometnoj nezgodi.

## Djela
- Da se ne zaboravi: zbornik radova Drugog hrvatskog žrtvoslovnog kongresa, Vukovar, 16. i 17. lipnja 2001., Hrvatsko žrtvoslovno društvo, Zagreb, 2002., ISBN 953-97340-4-5
- Koraci u povijest: sjećanja i događaji, Osijek, 2004., ISBN 953-99645-0-4
- Priče "Između četiri zida" (suautori Simo Đamić, Darko Janković, Ante Nazor), Posavska Hrvatska, Publicum; Slavonski Brod, 2008., ISBN 978-953-6357-70-3
- Polje puno krizantema, (roman, 266 stranica), vlastita naklada: Osijek, 2010., ISBN 978-953-99-645-3 nevaljani ISBN-3[20] (4. najčitaniji roman u Hrvatskoj 2012. prema podatcima Hrvatskog knjižničarskog društva)
- Peta zapovijed: Roman o Domovinskom ratu, (roman, 500 stranica), vlastita naklada: Osijek, 2014., ISBN 978-953-99645-4-0
- Postumno: Brojim do sto! (In memoriam: Ivan Vekić 1938. – 2014.), (priredila: Antonija Vranješ), Matica hrvatska, Ogranak Osijek; privatna naklada Damir Buljević i Antonija Vranješ, 2016., ISBN 978-953-242-107-1

## Odlikovanja
- Red Ante Starčevića[21]